# Benchmarking
Benchmarking (af engelsk benchmark fikspunkt) er en systematisk undersøgelse og vurdering af en eller flere virksomheders produktionsmetoder, effektivitet m.m. ved sammenligning med en standard.
I Danmark arbejder bl.a. Byggeriets Evaluerings Center med benchmarking af virksomheder.
Også indenfor uddannelsesverdenen (Danmarks Evalueringsinstitut) bruges benchmarking som en evalueringsmetode. EVA definerer begrebet således: Det der adskiller benchmarking fra andre sammenligninger, er anvendelsen af en systematisk metode kombineret med et eksplicit mål om at opnå forbedringer. Metoden indebærer at der fastsættes et fikspunkt eller en norm der kan benyttes som sammenligningsgrundlag. Det kan eksempelvis være foruddefinerede kriterier for kvalitet som de deltagende institutioner måles og sammenlignes i forhold til.
Kriterierne vil ofte være formuleret med udgangspunkt i hvad der defineres som ”god praksis” inden for det pågældende område for på den måde at sikre at der er et læringselement og udviklingspotentiale for de evaluerede. Et eksternt ekspertpanel kan fx være med til at definere "god praksis" på baggrund af deres erfaringer og kendskab til det benchmarkede fagområde.
Benchmarking kan gennemføres på både institutions- og uddannelsesniveau og kan enten omfatte den samlede uddannelse eller institution eller udvalgte aspekter og områder af denne.

## Internationale sammenligninger
Benchmarking er velegnet i relation til internationale evalueringer hvor formålet er at sammenligne kvaliteten af en uddannelse med kvaliteten af tilsvarende uddannelser i andre lande. På den måde kan benchmarking også bruges til at tydeliggøre graden af sammenlignelighed mellem uddannelser i flere lande og dermed understøtte de fælles europæiske politiske mål om at skabe gennemsigtighed og sammenlignelighed i det europæiske uddannelsessystem der især er relevant inden for det videregående uddannelsesområde.
Benchmarking kan også bruges i nationale evalueringer hvor kvaliteten af en uddannelse der udbydes på flere institutioner, kan sammenlignes.
| Erhverv og erhvervsliv | Spire Denne artikel om erhverv, erhvervsliv og arbejdsmarked er en spire som bør udbygges. Du er velkommen til at hjælpe Wikipedia ved at udvide den. |